# Chloridolum nobuoi
Chloridolum nobuoi là một loài bọ cánh cứng trong họ Cerambycidae.